# Paolo Delogu
Pour les articles homonymes, voir Delogu.
Paolo Delogu (né le 4 avril 1940 à Cagliari), est un historien italien, spécialisé dans l'étude du haut Moyen Âge avec un intérêt particulier pour l'Italie médiévale, le royaume lombard, l'Italie méridionale pré-normande et normande, et la ville de Rome.

## Biographie
Professeur d'histoire médiévale à l'université de Rome « La Sapienza », il a également enseigné à l'université de Salerne et à l'université de Florence.
Paolo Delogu a créé un programme télévisé d'histoire médiévale pour l'enseignement à distance avec le réseau multichaîne UNINETTUNO.tv, et a collaboré à la création du musée de la Rome médiévale à la Crypta Balbi.

## Publications sélectives
- 1972 : L'evoluzione politica dei Normanni d'Italia fra poteri locali e potestà universali, Università di Palermo, Istituto di storia medievale, Palerme, 1972.
- 1977 : Mito di una città meridionale. Salerno, secoli VIII-XI, Liguori, Naples, 1977.
- 1980 : Il regno longobardo, in P. Delogu – A. Guillou (it) – G. Ortalli, Longobardi e Bizantini (« Storia d'Italia » diretta da G. Galasso, I), UTET, Turin, 1980, pp. 3-216.
- 1984 : I Normanni in Italia : cronache della conquista e del regno, Liguori, Naples, 1984.  (ISBN 8820713128)
- 1990 : Longobardi e Romani. Altre congetture, ristampato in Il regno dei Longobardi in Italia. Archeologia, società e istituzioni, a cura di S. Gasparri, C.I.S.A.M., Spolète, 2004, pp. 93-172.
- 1994 : La fine del mondo antico e l'inizio del medioevo. Nuovi dati per un vecchio problema, in La storia dell'alto medioevo italiano (VI-X secolo) alla luce dell'archeologia, a cura di R. Francovich e G. Noyé (Biblioteca di Archeologia Medievale), Edizioni all'Insegna del Giglio, Florence, 1994, pp. 7-29.
- 1994 : Introduzione allo studio della storia medievale, Il Mulino, Bologne, 1994 (trad. anglaise An Introduction to Medieval History, Duckworth, Londres, 2002.  (ISBN 0715630792)).
- 1995 : Lombard and Carolingian Italy, in The New Cambridge Medieval History, Vol. II., C.700-c.900, edited by R. McKitterick, Cambridge University Press, pp. 290-319.
- 1996 : Alle origini della “tesi Pirenne”, in Bullettino dell'Istituto Storico Italiano per il Medioevo, 100, 1995-96, pp. 297-325.
- 1997 : La giustizia nell'Italia meridionale longobarda, in La giustizia nell'alto medioevo (secoli IX-XI) (Settimane del Centro Italiano di Studi sull'alto Medioevo, 44), C.I.S.A.M., Spolète, 1997, pp. 257-308.
- 2001 : Il passaggio dall'antichità al medioevo, in Storia di Roma dall'antichità a oggi. Roma medievale, a cura di A. Vauchez, Laterza, Rome-Bari, 2001, pp. 3-40.
- 2001 : L'Editto di Rotari e la società del VII secolo, in Visigoti e Longobardi, a cura di J. Arce e P. Delogu, Edizioni all'Insegna del Giglio, Florence, 2001, pp. 329-356.
- 2004 : Salerno nel XII secolo : un caso di studio, in Salerno nel XII secolo. Istituzioni, società, cultura, a cura di P. Delogu e P. Peduto, Provincia di Salerno, Centro di studi salernitani ‘Raffaele Guariglia’, Salerne, 2004, pp. 429-445.